# انسینس
انسینس (به فرانسوی: Ancinnes) یک کمون در فرانسه است که در Canton of Saint-Paterne واقع شده‌است.

## خصوصیات
انسینس ۲۷٫۲۱ کیلومترمربع مساحت و ۸۹۹ نفر جمعیت دارد.